# Яньчен
Яньчен (кит. спр. 盐城市, піньїнь: Yánchéng Shì) — місто-округ в китайській провінції Цзянсу. 

## Географія
Яньчен розташовується на сході провінції.

### Клімат
Місто знаходиться у зоні, котра характеризується вологим субтропічним кліматом. Найтепліший місяць — липень із середньою температурою 27.2 °C (81 °F). Найхолодніший місяць — січень, із середньою температурою 0 °С (32 °F).
| Клімат Яньчена          | Клімат Яньчена | Клімат Яньчена | Клімат Яньчена | Клімат Яньчена | Клімат Яньчена | Клімат Яньчена | Клімат Яньчена | Клімат Яньчена | Клімат Яньчена | Клімат Яньчена | Клімат Яньчена | Клімат Яньчена | Клімат Яньчена |
| Показник                | Січ.           | Лют.           | Бер.           | Квіт.          | Трав.          | Черв.          | Лип.           | Серп.          | Вер.           | Жовт.          | Лист.          | Груд.          | Рік            |
| Абсолютний максимум, °C | 12             | 21             | 27             | 32             | 33             | 33             | 36             | 37             | 32             | 26             | 22             | 17             | 37             |
| Середній максимум, °C   | 4              | 8              | 12             | 17             | 22             | 27             | 31             | 30             | 26             | 20             | 14             | 7              | 18             |
| Середня температура, °C | 0              | 3              | 7              | 12             | 17             | 23             | 27             | 26             | 22             | 15             | 10             | 3              | 14             |
| Середній мінімум, °C    | −3             | −1             | 3              | 8              | 13             | 19             | 23             | 23             | 19             | 11             | 6              | 0              | 10             |
| Абсолютний мінімум, °C  | −11            | −10            | −6             | 1              | 3              | 13             | 17             | 18             | 8              | 3              | −3             | −8             | −11            |
| Норма опадів, мм        | 30             | 30             | 40             | 70             | 60             | 130            | 200            | 170            | 100            | 30             | 30             | 40             | 970            |
| Днів з дощем            | 6              | 6              | 6              | 9              | 9              | 10             | 13             | 12             | 10             | 4              | 4              | 8              | 97             |
| Вологість повітря, %    | 66             | 68             | 68             | 75             | 76             | 79             | 85             | 84             | 80             | 75             | 77             | 77             | 76             |
| ----------------------- | -------------- | -------------- | -------------- | -------------- | -------------- | -------------- | -------------- | -------------- | -------------- | -------------- | -------------- | -------------- | -------------- |
| Джерело: Weatherbase    |                |                |                |                |                |                |                |                |                |                |                |                |                |